# 高砂車站 (北海道)
高砂車站（日语：／ Takasago eki */?）是一由北海道旅客鐵道（JR北海道）所經營的鐵路車站，位於日本北海道江別市高砂町，是JR北海道函館本線沿線車站之一，屬於JR北海道本社（札幌總部）的直轄範圍，由JR北海道委託子公司北海道JR服務網代為經營車站業務，並由隔鄰的江別車站負責管理。

## 車站結構
高砂車站內設有一對相對式月台兩條乘車線，分別供上下行的列車使用。
本站在1986年初設時原名高砂臨時乘降場，車站是在1987年日本國鐵分割民營化、由JR北海道接管其營運時，同時改制升格成為一般的車站。

### 月台配置
| 月台 | 路線      | 方向 | 目的地               |
| ---- | --------- | ---- | -------------------- |
| 1    | ■函館本線 | 上行 | 札幌、手稻、小樽方向 |
| 2    | ■函館本線 | 下行 | 江別、岩見澤方向     |

## 相鄰車站
北海道旅客鐵道（JR北海道）
■函館本線
■區間快速「石狩Liner」
通過
■普通（包含所有在札幌車站以西又改為區間快速的列車）
野幌（A07）－高砂（A08）－江別（A09）